# Srbsko a Černá Hora

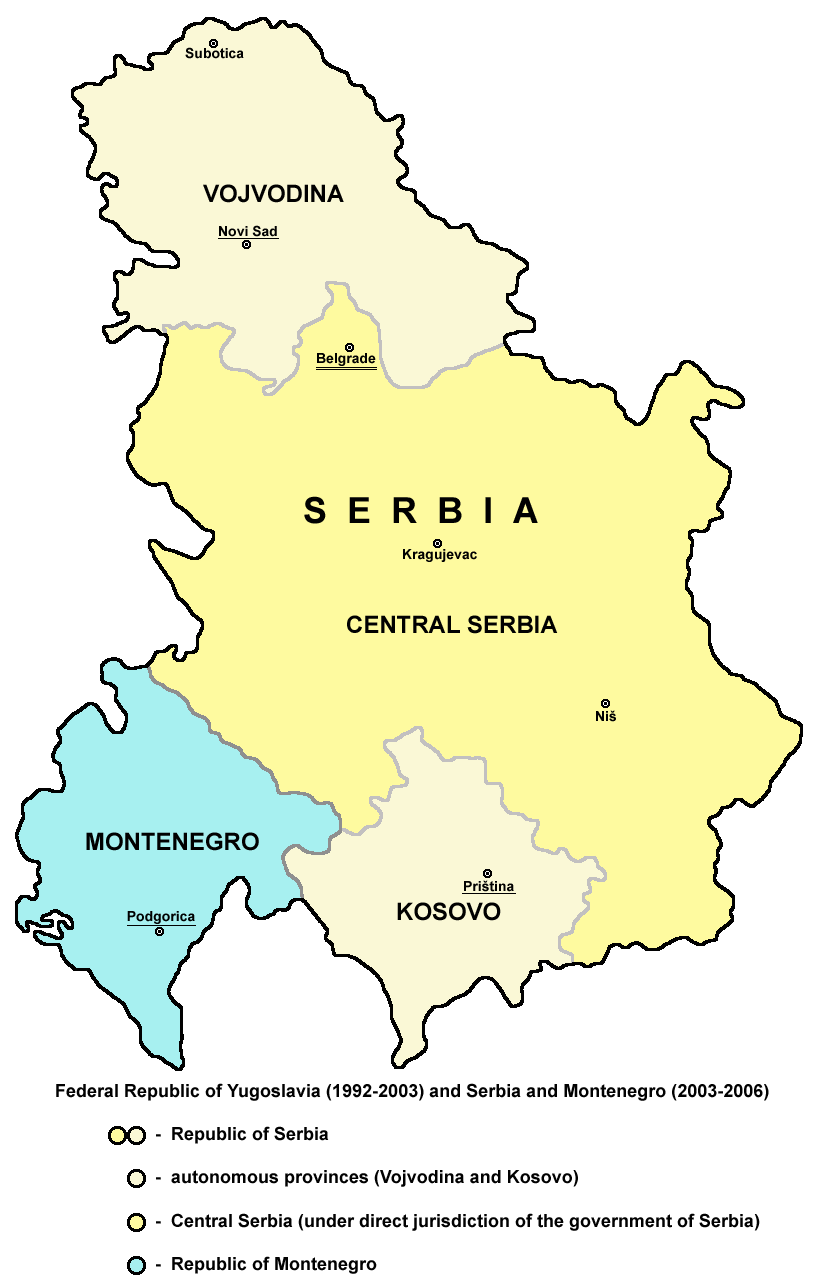
administrativní dělení

Srbsko a Černá Hora, oficiálně Státní společenství Srbsko a Černá Hora (srbsky Државна заједница Србија и Црна Гора, Državna zajednica Srbija i Crna Gora), bylo soustátí, lépe řečeno dvoustátí, které vzniklo po zániku Svazové republiky Jugoslávie 4. února 2003. Soustátí zaniklo 3. června 2006, a to po černohorském referendu o vyhlášení nezávislosti, kdy na jeho území vznikly dva samostatné státy, Černá Hora a Srbsko.

## Historie
V roce 2002 se federální parlament rozhodl pro změnu státoprávního uspořádání tehdejší Svazové republiky Jugoslávie a udělení větší pravomoci oběma republikám.[zdroj?] Většina agendy svazové vlády tak přešla pod obě jednotlivé republiky; společnou záležitostí zůstala pouze obrana a zahraniční politika.
Jednokomorový Parlament Srbska a Černé Hory (srbsky Скупштина Србије и Црне Горе, Skupština Srbije i Crne Gore) měl 126 zástupců, z nichž bylo 91 voleno ze Srbska a 35 z Černé Hory. Parlament sídlil v Bělehradě v budově někdejší srbské sněmovny a za socialismu pak svazové sněmovny.
Nové politické vedení země se rozhodlo distancovat od poměrů za vlády Slobodana Miloševiće. I proto byl název státu změněn na Státní společenství Srbsko a Černá Hora (zvolen byl neobvyklý tvar s uvedením zemí v nominativu, namísto očekávatelného genitivu). V Černé Hoře však stále sílily potřeby se zcela osamostatnit. Proto bylo dne 21. května 2006 uspořádáno referendum o nezávislosti. V něm zvítězili zastánci nezávislosti. 3. června 2006 pak byla po 80 letech obnovena nezávislost Černé Hory. Slavnostní ceremoniál k této příležitosti se uskutečnil 13. července, v Den státnosti Černé Hory, kdy byla země roku 1878 mezinárodně uznána. Srbsko následně vyhlásilo svou nezávislost 5. června 2006.

## Přírodní poměry
Srbsko a Černá Hora byla na severu rovinná země (tvořila ji Panonská nížina). Střední část (region Šumadija) byl mírně zvlněný, s výjimkou údolí řeky Moravy a srbských Karpat. Jižní část země poté byla hornatá s náhorními plošinami v oblasti Sandžaku a rovinatým Kosovem. Nejvyšší horou byla Zla Kolata (2534 m) na hranicích s Albánií; často se však uvádí jako nejvyšší Bobotov Kuk (2523 m) v národním parku Durmitor na severu Černé Hory. Podnebí je kontinentální, jen přímořská oblast Černé Hory má podnebí středomořské.

## Ekonomika
Srbsko a Černá Hora vstoupily do 21. století jako dvě republiky bývalé Jugoslávie těžce postižené divokou privatizací 90. let, občanskou válkou, mezinárodními sankcemi a autoritativním režimem Slobodana Miloševiće. Země potřebovala obnovu infrastruktury, mezinárodní pomoc a politickou transformaci. Vláda Zorana Đinđiće tento proces opatrně zahájila hned po pádu Miloševiće v říjnu 2000, stále jasněji se však ukazovalo, že obě republiky se chtějí rozvíjet odděleně. Proto také byla v rámci dohod o vzniku státního společenství zrušena měnová unie mezi oběma republikami (Černá Hora začala jako svojí měnu jednostranně používat euro, zatímco Srbsko si zachovalo jako měnu dinár). Neexistovala ani poštovní unie. Hlavním důvodem pro udržení alespoň volné federace obou republik byl nezbytný ekonomický zájem Srbska udržet si přístup k Jaderskému moři.
Na urgentní potřebu ekonomické pomoci pro soustátí reagovala řada evropských zemí, včetně České republiky. Ta Srbsko a Černou Horu zařadila mezi priority své zahraniční rozvojové spolupráce. Hlavními sektory, na které se soustředila byly: životní prostředí (odstraňování starých ekologických zátěží), ekonomicko-průmyslový rozvoj (revitalizace těžebních komplexů, zejména podpora těžby uhlí), modernizace sociálních služeb (zaměřeno hlavně na zvýšení zaměstnanosti zdravotně postižených), doprava (modernizace železnic a MHD), zdravotnictví (léčení závislostí a prevence HIV/AIDS).

## Správní dělení
Hlavním městem soustátí byl Bělehrad, některé svazové instituce však byly po podepsání dohody o soustátí přemístěny do hlavního města Černé Hory (Podgorici).
Srbsko a Černá Hora převzalo správní členění Svazové republiky Jugoslávie. Soustátí tvořily dvě republiky; v rámci Srbska existovaly ještě dvě autonomní oblasti (Kosovo a Vojvodina). Nižší správní celky byly oblasti (jediný Bělehrad měl svojí zvláštní oblast) a opštiny (de facto obce).

## Jazyková politika
Úředním jazykem soustátí byla srbochorvatština a oficiálním písmem cyrilice.[zdroj?] Na území autonomní oblasti Vojvodina byly úředními jazyky také maďarština, rumunština, slovenština a rusínština. Na území autonomní oblasti Kosovo pak také albánština.

## Významná města
- Srbsko
  - Bělehrad (hlavní město Srbska)
  - Niš (průmyslové a dopravní centrum jižního Srbska)
  - Kragujevac (strojírenské centrum středního Srbska)
  - Požarevac
- Vojvodina
  - Novi Sad (hlavní město Vojvodiny)
  - Subotica
- Kosovo
  - Priština (hlavní město Kosova)
  - Prizren
- Černá Hora
  - Podgorica (dříve Titograd; hlavní město Černé Hory)
  - Nikšić
  - Bar (přístav)

## Galerie

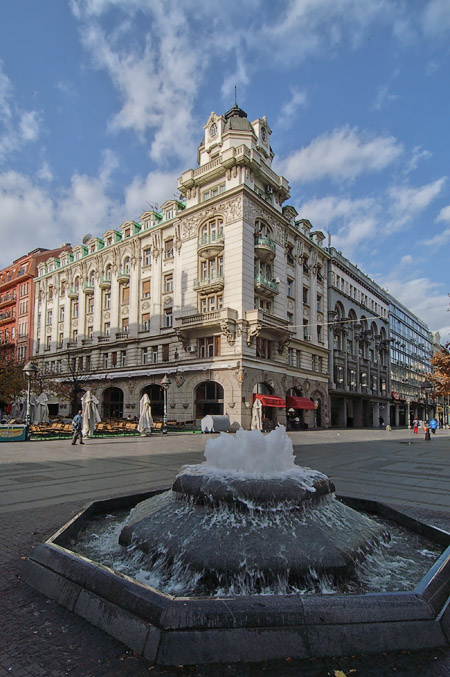
Ulice v Bělehradu, hlavním městě Srbska a Černé Hory
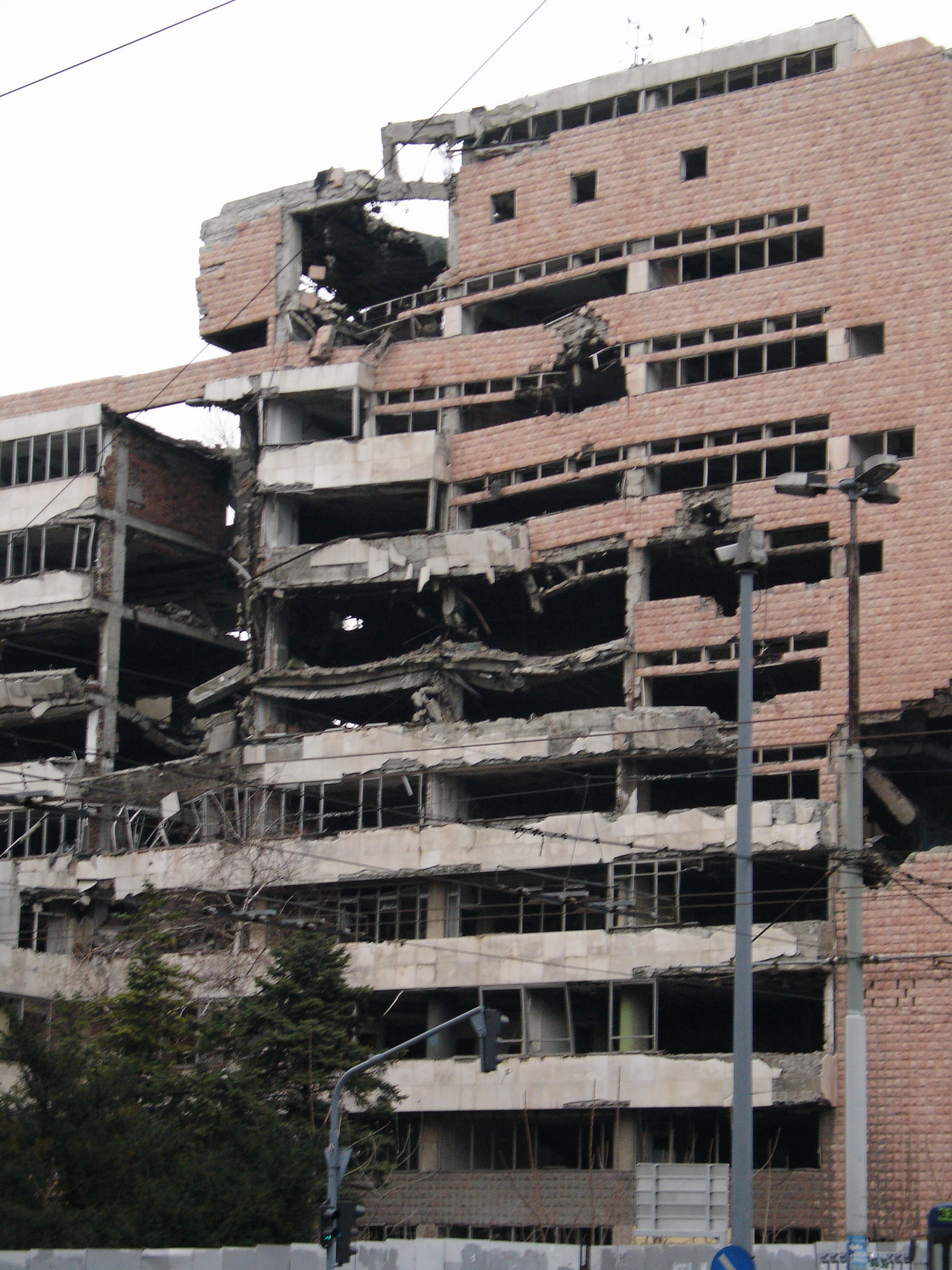
Budova poškozená v roce 1999 bombardováním letounů NATO